# Scaptotrigona jujuyensis
Scaptotrigona jujuyensis là một loài Hymenoptera trong họ Apidae. Loài này được Schrottky mô tả khoa học năm 1911.